# Romuni
Romuni (romunsko români; zgodovinsko rumâni) so etnična skupina/narod, ki predstavlja večinsko prebivalstvo Romunije in Moldavije (kjer se nazivajo Moldavci); obe državi imata še večje število manjšin, pri čemer so tudi Romuni manjšina v nekaterih sosednjih državah. 